# Johann Rosenmüller
Johann Rosenmüller (Oelsnitz, 24 agosto 1619 – Wolfenbüttel, 12 settembre 1684) è stato un compositore tedesco, noto per le sue numerose composizioni di musica barocca e per le accuse di omosessualità che lo costrinsero a fuggire dalla Germania.

## Biografia

### Formazione e primi anni
Johann Rosenmüller nacque a Oelsnitz, una piccola città della Sassonia il 24 agosto 1619. Dopo aver conseguito la laurea in teologia all'Università di Lipsia e già in possesso di una profonda conoscenza musicale a ventun anni di età iniziò ad insegnare musica. Tra il 1645 e il 1656 poté effettuare un soggiorno a Venezia per sei mesi dove venne impressionato dalle tendenze musicali italiane e quando tornò in patria la sua musica si addolcì sensibilmente. Iniziò a farsi conoscere sempre di più ed ottenne il posto da organista nella chiesa di San Nicola nel 1651. Divenne Thomaskantor del Thomanerchor di Lipsia in seguito alla malattia di Tobias Michael ma in seguito allo scandalo che lo colpì non poté esercitare quel compito.

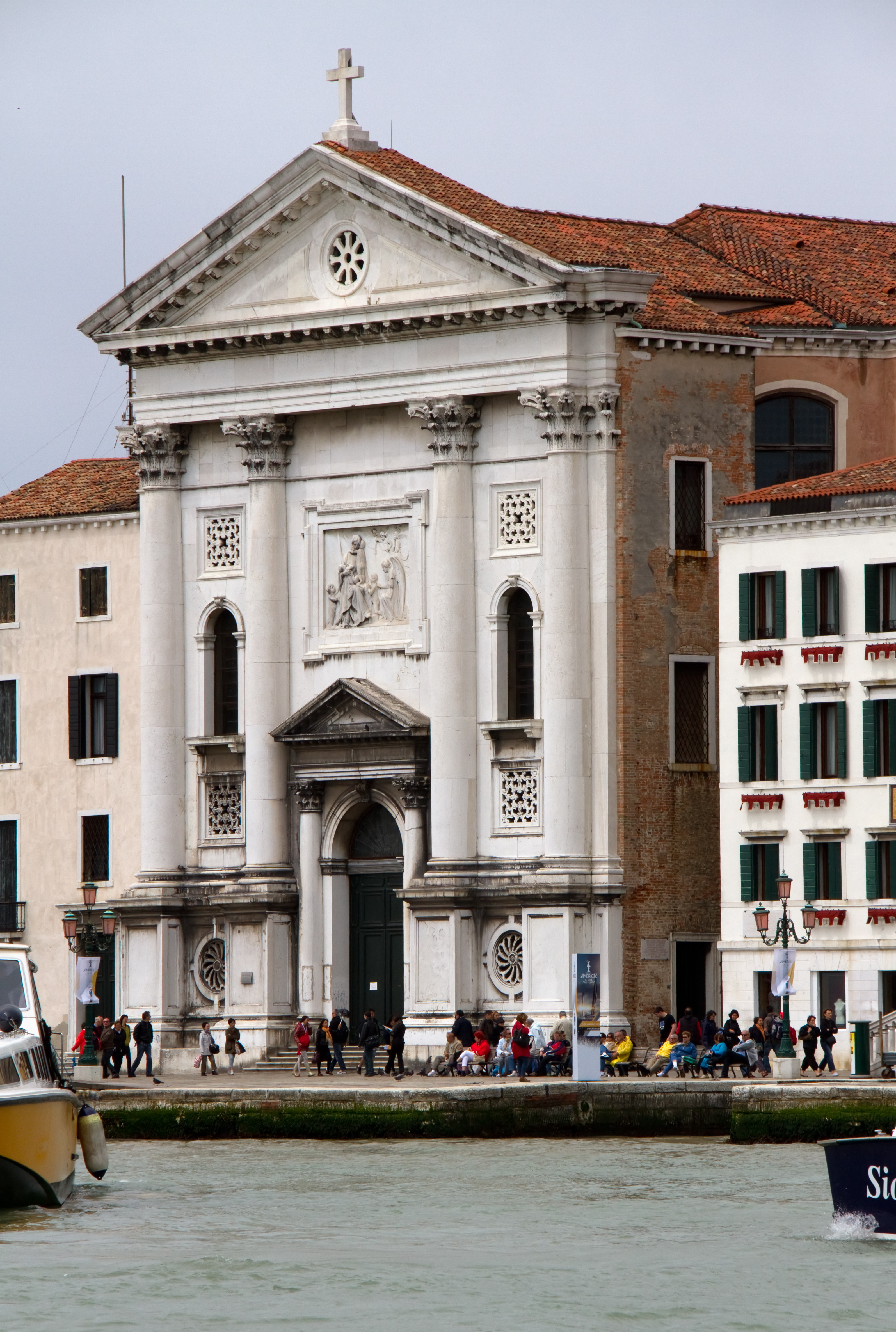
Chiesa del Pio Ospedale della Pietà a Venezia.

### Accusa di omosessualità e fuga a Venezia
Nel 1655 fu coinvolto in uno scandalo, fu accusato di omosessualità e venne incarcerato. Le accuse furono gravi e la sua carriera in Germania si interruppe. Rosenmüller quando poté fuggì da Lipsia e riparò a Venezia, dove ricominciò una nuova vita. A Venezia nel 1658 ottenne un incarico presso la basilica di San Marco e nella città lagunare, mentre continuava ad insegnare musica, compose molte opere ispirandosi ai lavori degli italiani Giovanni Legrenzi e Arcangelo Corelli e del compositore tedesco Heinrich Schütz. Durante il suo soggiorno veneziano venne in contatto probabilmente con Bernardo Sabadini che fu maestro di strumenti e suo coadiutore mentre lavorava ed insegnava al Pio Ospedale della Pietà.

### Ritorno in patria
Verso la fine della sua vita ritornò in patria e fu accolto alla corte di Antonio Ulrico di Brunswick-Wolfenbüttel, nel Ducato di Brunswick.
Morì a Wolfenbüttel nel 1684 e qui venne sepolto.

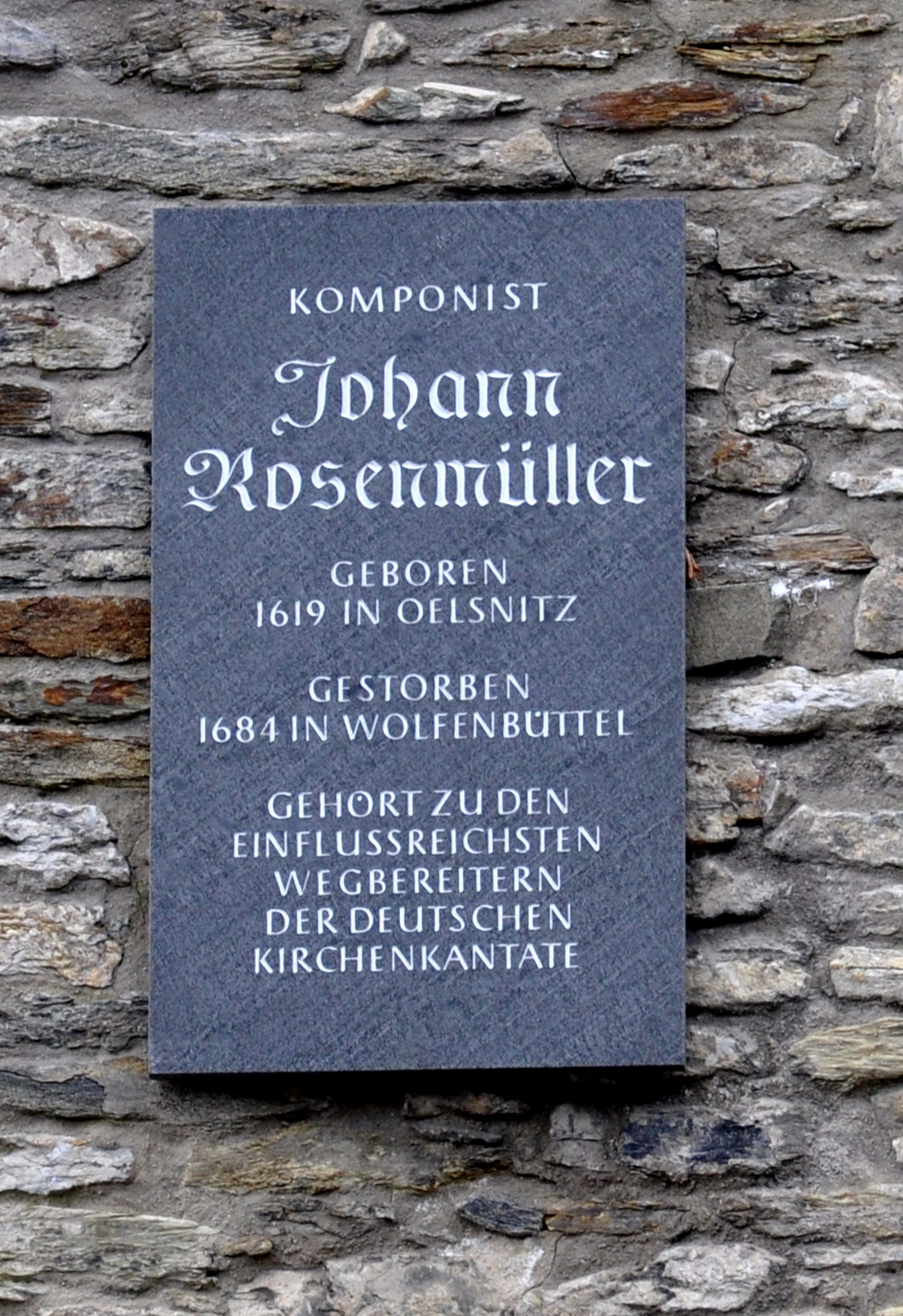
Lapide commemorativa per Johann Rosenmüller posta nella sua città natale.

## Compositore
Durante i suoi numerosi anni trascorsi a Venezia compose un numero considerevole di opere. Nel 1667 pubblicò varie sonate da camera, composizioni adatte per la danza. Dodici anni più tardi, a Norimberga, compose una serie di sonate in due, tre, quattro e cinque parti che divennero poco a poco brani musicali più adatti all'ascolto che non per il ballo.
Il suo repertorio è composto da opere strumentali e religiose che vengono riproposte a livello internazionale e sono riconosciute per il loro grande valore.
Fu uno dei compositori tedeschi più produttivi del suo tempo e la varietà delle sue opere unisce il rigore della musica germanica alla sensualità delle armonie italiane.